# 明尼哈哈县 (南达科他州)
明尼哈哈縣（英語：Minnehaha County）是美国南达科他州東南部的一個縣，東鄰明尼蘇達州和艾奥瓦州，面積2,107平方公里。根據2020年美國人口普查，共有人口19萬7,214人，是全州人口最多的縣。縣治蘇瀑（Sioux Falls）。該縣成立於1830年，縣名來自印第安語，意思是「瀑布」。